# Coccomyxa
Genre
Coccomyxa est un genre d’algues vertes de la famille des Coccomyxaceae. 
Les cellules du ginkgo contiennent une algue endosymbiotique du genre Coccomyxa. À ce jour, ce type de symbiose, entre une microalgue et une plante, est unique. 

## Liste d'espèces
Selon AlgaeBase (2 novembre 2017) :
- Coccomyxa actinabiotis Rivasseau, Farhi & Couté
- Coccomyxa arvernensis Jaag
- Coccomyxa astericola Rosenvinge
- Coccomyxa confluens (Kützing) Fott
- Coccomyxa corbierei Wille
- Coccomyxa elongata Chodat & Jaag
- Coccomyxa flava Jaag
- Coccomyxa galuniae T.Darienko & T.Pröschold
- Coccomyxa glaronensis Jaag
- Coccomyxa icmadophilae Jaag
- Coccomyxa litoralis (Hansgirg) Wille (Statut incertain)
- Coccomyxa melkonianii V.Malavasi & P.Skaloud
- Coccomyxa mucigena Jaag
- Coccomyxa naegeliana (Artari) Wille
- Coccomyxa ophiurae Rosenvinge
- Coccomyxa ovalis Jaag
- Coccomyxa pallescens Chodat
- Coccomyxa parasitica R.N.Stevenson & G.R.South
- Coccomyxa peltigerae Warèn
- Coccomyxa peltigerae-variolosae Jaag
- Coccomyxa peltigerae-venosae Jaag (Statut incertain)
- Coccomyxa polymorpha T.Darienko & T.Pröschold
- Coccomyxa rayssiae Chodat & Jaag
- Coccomyxa solorinae Chodat
- Coccomyxa solorinae-bisporae Jaag
- Coccomyxa solorinae-croceae Chodat
- Coccomyxa solorinae-saccatae Chodat
- Coccomyxa subellipsoidea E.Acton (Statut incertain)
- Coccomyxa subglobosa Pascher
- Coccomyxa subsphaerica Chodat & Jaag
- Coccomyxa thallosa Chodat
- Coccomyxa vinatzeri T.Darienko & T.Pröschold
- Coccomyxa viridis Chodat

Selon BioLib (2 novembre 2017) :
- Coccomyxa arvernensis Jaag
- Coccomyxa astericola Rosenvinge
- Coccomyxa brevis (Vischer) G. Gärtner & A. Schragl
- Coccomyxa confluens (Kützing) Fott
- Coccomyxa corbierei Wille
- Coccomyxa curvata Broady
- Coccomyxa elongata Jaag
- Coccomyxa flava Jaag
- Coccomyxa gloeobotrydiformis Reisigl
- Coccomyxa mucigena Jaag
- Coccomyxa parasitica R.N. Stevenson & G.R. South
- Coccomyxa peltigerae Warèn
- Coccomyxa pringsheimii Jaag
- Coccomyxa rayssiae Chodat & Jaag
- Coccomyxa solarina-bisporae Jaag
- Coccomyxa solarina-croceae Chodat
- Coccomyxa solarina-saccatae Chodat
- Coccomyxa solorinae Chodat
- Coccomyxa subellipsoida E. Acton
- Coccomyxa subglobosa Pascher
- Coccomyxa viridis Chodat

Selon Catalogue of Life (2 novembre 2017) :
- Coccomyxa morovi Léger & Hesse, 1907

Selon ITIS (2 novembre 2017) :
- Coccomyxa dispar W. Schmidle, 1901
- Coccomyxa minor Skuja
- Coccomyxa morovi Leger & Hesse
- Coccomyxa simplex Mainz, 1928